# Ciudad Deportiva (métro de Mexico)
Ciudad Deportiva est une station située sur la Ligne 9 du métro de Mexico. Elle est située dans la délégation Iztacalco.

## La station
La station a été ouverte en 1987.
Nommé pour être à côté de la Ciudad Deportiva. La Ciudad Deportiva a été créée en 1950 et agrandi en 1967 dans le cadre du projet pour créer l'espace nécessaire pour les Jeux olympiques de Mexico en 1968.
Outre, la Ciudad Deportiva abrite un terrain de tennis et abrite également le Autodromo Hermanos Rodriguez, le Foro Sol, le Velódromo Olímpico Agustín Melgar et le Palais des sports.
Le symbole représente un joueur de Jeu de balle.